# Tito Yupanqui
Tito Yupanqui è un comune (municipio in spagnolo) della Bolivia nella provincia di Manco Kapac (dipartimento di La Paz) con 3.160 abitanti (dato 2010).

## Cantoni
Il comune è formato dall'unico cantone omonimo suddiviso in 7 subcantoni.